# Mark Aguirre
Mark Anthony Aguirre (Chicago, Illinois, 10 de diciembre de 1959) es un exjugador de baloncesto estadounidense que disputó 13 temporadas en la NBA. Con 1,98 metros de altura jugaba habitualmente el puesto de alero.

## Trayectoria

### Inicios
Mark Aguirre tiene origen mexicano por parte de su padre y abuelo. Aunque empezó a jugar de joven su paso a la relevancia se produjo cuando, después de su paso por el instituto George Westinghouse, Aguirre decidió unirse a los Blue Demons de la Universidad DePaul de su Chicago natal en la temporada 1978-79.
Su impacto en el equipo fue inmediato, con unos fabulosos promedios de 24 puntos y 7,6 rebotes lideró a DePaul en el torneo de la NCAA y los llevó a la primera Final Four en la historia de la universidad. En la semifinal se encontraron ante Indiana State, el número uno del país, liderados por un joven alero llamado Larry Bird. El partido fue ajustadísimo, consiguiendo Indiana la victoria con una canasta final del propio Bird que dejaba a Aguirre fuera de la final.
El año siguiente, 1979-80, no sería menos brillante a nivel de números para Aguirre, pero aquí comenzó a forjarse su mala fama. 26,8 puntos y 7,6 rebotes colocaban a Aguirre como uno de los mejores jugadores del país. Junto a Terry Cummings y Clyde Bradshaw formaban un potentísimo equipo que acabó la fase regular como primero del país. En la primera ronda se enfrentarían a UCLA, a priori un rival fácil para los chicos de DePaul. Aguirre se empeñó en jugar solo el partido ante las quejas de Bradshaw y Cummings y saltó la sorpresa. A pesar de esto Aguirre fue galardonado con el Premio John Naismith y con el Trofeo Oscar Robertson y seleccionado para integrarse en el equipo de baloncesto de los Estados Unidos que representaría al país en las Olimpiadas de Moscú. 
Durante esta campaña se ganó el apodo de "Muffin Man" (Hombre Bollo) debido a sus problemas de sobrepeso, había llegado a 120 kilos, pero estaba dispuesto a resarcirse en las Olimpiadas. Con un duro entrenamiento con la selección de Estados Unidos consiguió rebajar su peso hasta los 101 kilos e impresionó a todo el mundo con su juego y potencia. Finalmente, debido al boicot de Estados Unidos a las Olimpiadas de Moscú no participaría en el evento, la revancha habría que dejarla para el año siguiente.

### Universidad
El año 1980-81 comenzaba como el anterior, Aguirre estaba dispuesto a demostrar que podía guiar a su equipo al título y que por encima de su mala fama como individualista y jugador de mal carácter, era un ganador. Durante la fase regular conseguiría unos número fantásticos de 23 puntos y 8,6 rebotes para llevar a DePaul al primer lugar de las listas del país. Con una marca de 27 victorias y 1 derrota parecía que este año sí llegaría el éxito. En una temporada marcada por las sorpresas, UCLA y Louisville, finalistas del año anterior habían caído en la primera ronda, DePaul y Aguirre no estaban dispuestos a hacer concesiones.
En la primera ronda jugarían contra St. Joseph, una pequeña universidad de Philadelphia que no ganaba un partido de las finales de la NCAA desde hacía 15 años, la víctima era propicia para acabar con los fantasmas. A 11:15 para el final del partido DePaul ganaba con comodidad por 42-35 y el partido parecía controlado. En ese momento Clyde Bradshaw, base y una de las estrellas del equipo comete su cuarta falta personal y debe ir al banco. Comienza una remontada de St. Joseph que los lleva a colocarse con 48-47 a 13 segundos del final. Al Dillard, jugador de DePaul conocido como "money" por su facilidad en los tiros libres (85%) tenía dos lanzamientos a su favor. Todo acabaría en un susto y DePaul caminaría hacia el título...o no. Para sorpresa de todos Dillard falla el tiro libre (en la NCAA se lanzan aún series de 1+1 y no 2), y tras recuperar el rebote St. Joseph anota la canasta de la victoria. Aguirre apático y desaparecido durante todo el partido cierra su periplo universitario con 8 puntos y 1 rebote y solo 6 lanzamientos a canasta.
A pesar de esta actuación sería nombrado Jugador del Año de la NCAA y daría el salto a la NBA antes de su último año universitario quedando en la historia de DePaul como su mejor anotador.

### Profesional

#### Dallas Mavericks
A pesar de su fama de controvertido sus números y su juego le hicieron llegar al número 1 del Draft de la NBA de 1981 seleccionado por los Dallas Mavericks. En su primer año con los Mavs participó solo en 51 partidos debido a las lesiones y no pudo rendir a su máximo nivel. A pesar de esto logró 18,7 puntos y 4,9 rebotes por partido, nada mal para un novato. El equipo terminó con un récord de 28-54 pero había esperanzas de un gran futuro para los Mavs con jugadores jóvenes como Aguirre o Rolando Blackman. 
En su segunda temporada, 1982-83 los Mavs y Aguirre mejoraban, 24,4 puntos y 6,3 rebotes llevaban al equipo de Dallas a una marca de 38-44, aún fuera de playoff. Un dato indicativo de este equipo durante este año es que terminó tercero en anotación de toda la NBA, pero último en defensa, recibir 109,7 puntos por partido son demasiados para pensar en playoff.
La temporada 1983-84 fue la mejor en la carrera de Aguirre. Unos espectaculares promedios de 29,5 puntos, 5,9 rebotes y 4,5 asistencias le llevaron a establecer una marca en la franquicia de media de puntos y puntos totales en una temporada que aún permanecen. Aun así no terminaría como máximo anotador de la liga, Adrian Dantley de Utah Jazz terminó con 30,6 puntos por partido arrebatándole el título. Este año, a pesar de que su defensa seguía sin mejorar, consiguieron una marca de 43-39 que le llevan por primera vez en su carrera a la lucha por el título. Tras superar en primera ronda a los Sonics por un ajustado 3-2, caen contra los Lakers por un claro 4-1.
En la temporada de 1984-85 llegaron Sam Perkins y Derek Harper, pero a pesar de estas incorporaciones y el buen hacer de Aguirre (25,7 puntos y 6 rebotes) seguían sin avanzar. La defensa de los Mavs seguía haciendo aguas y su tremendo poder ofensivo solo les permitía llegar a playoff. De nuevo alcanzarían la postemporada este año con una marca de 44-38 pero caerían en primera ronda ante los Blazers por 3-1.
Llegó el año 1985 y a pesar de la ligera caída en las prestaciones de Aguirre (22,6 puntos y 6 rebotes) los Mavs seguían en su línea. Segundo equipo en anotación y vigésimo sobre 23 equipos en defensa. Repitieron la marca del año anterior con 44-38 y en esta ocasión vencieron en primera ronda a los Jazz por 3-1 aunque de nuevo los imbatibles Lakers dominadores de la Conferencia Oeste durante la década de los 80 se cruzaron en su camino. Caían en segunda ronda por 4-2 y el anillo de campeón seguía lejos de Aguirre.
La temporada 1986-87 parecía que traía unas expectativas distintas. La llegada de Detlef Schrempf, Roy Tarpley y el buen hacer de Aguirre (25,7 puntos y 5,3 rebotes), Blackman, Donaldson etc. llevaron a los Mavs a una marca de 55-27 ganando la división Medio-Oeste, principalmente debido a una ostensible mejora en su defensa y manteniendo el nivel ofensivo. A pesar de estas buenas perspectivas de nuevo los Sonics se cruzaban en su camino en primera ronda dejando fuera del playoff a los Mavs por 3-1. A pesar de todo eran los mejores años de la franquicia que continuarían en la temporada 1987-88.
Durante esta campaña los jóvenes siguieron progresando y el equipo aumentando su nivel en defensa. Gracias a esto Aguirre (25,1 puntos y 5,6 rebotes) situó a Dallas lo más cerca del título que estuvo nunca. Con una marca de 53-29 se colocaron segundos de la división Medio-Oeste lo que les llevó a un enfrentamiento de primera ronda contra los Rockets a los que vencieron por 3-1. En esta ocasión la barrera de las semifinales de conferencia sería contra los Nuggets que habían superado en la división Medio-Oeste a los Mavericks. En esta ocasión Aguirre y compañía lograron superarse y meterse en la final venciendo por 4-2 a Denver. Por desgracia para ellos de nuevo aparecía en su camino el dominador de la liga en los 80. Los Lakers fueron demasiado para los Mavs y cayeron en la final del Oeste por un apretado 4-3.

#### Detroit Pistons

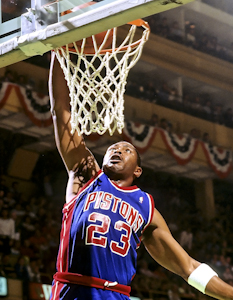
Aguirre con Detroit Pistons en 1989.

La temporada 1988-89 sería una temporada de cambios para Aguirre, a la postre muy importantes para su carrera. Comenzó la temporada con los Mavs pero a mitad de campaña fue traspasado a los Pistons a cambio de Adrian Dantley y una primera ronda del draft. A pesar de quedar como segundo máximo anotador de la franquicia tras Rolando Blackman, (superado posteriormente por Dirk Nowitzki como anotador de Dallas), tanto los aficionados como los directivos se alegraron de perder de vista al problemático Aguirre. En Detroit formaría con los conocidos como "Bad Boys" (Chicos Malos) junto a Isiah Thomas, Joe Dumars, Vinnie Johnson, Bill Laimbeer, Dennis Rodman, etc. El carácter de Aguirre y su estilo de juego chocaron con la filosofía del equipo, y en una famosa cena que mantuvieron varios compañeros de equipo, Bill Laimbeer dejó bien claro el sitio de Aguirre en los Pistons. Contra todo pronóstico Aguirre encajó bien las críticas y se adaptó rápidamente al juego de Detroit, ayudando a los Pistons a conseguir el primer lugar del Este. Tras clasificarse para playoff con una marca de 63-19 barrieron en la primera ronda a unos Celtics ya en decadencia apurando sus últimos momentos de gloria. En la segunda ronda volvieron a barrer a los Bucks por 4-0 y llegaron a la final de conferencia ante los Chicago Bulls de Michael Jordan. A pesar de tener más dificultades vencieron por 4-2 y llegaron a las finales, la venganza de Aguirre estaba servida, de nuevo los Lakers aparecían en su camino al título, pero esta vez en la final y con Detroit. Los "Bad Boys" fueron implacables y fulminaron por 4-0 a los Lakers consiguiendo el título después de dos años de intentos fallidos, Aguirre por fin conseguía su anillo.
En la temporada 1989-90 seguiría en reinado de los Pistons. Con un Aguirre integrado en la filosofía del equipo y con una gran defensa conseguían alzarse por segundo año consecutivo con el campeonato de la NBA. La rivalidad que mantenían en la Conferencia Este con los Bulls dio un vuelco en la temporada 1990-91. Jordan y los suyos comenzaban su reinado destronando a los Pistons, Aguirre no volvería a ganar el anillo a pesar de seguir jugando a buen tanto individual como colectivamente.
Los "Bad Boys" agonizaban en la temporada 1991-92, a pesar de su clasificación para playoff caen en primera ronda ante los Knicks por un ajustado 3-2, la última vez que Aguirre disputará un partido de playoff, ya que la puntilla definitiva sería la siguiente campaña. En la temporada 1992-93 con una marca de 40-42 los Pistons quedan fuera de la lucha por el título, los números de Aguirre bajan hasta 9,9 puntos y 3 rebotes. Esta campaña es cortado por Detroit a pesar de quedar 2 años de contrato por lo que firma como agente libre con Los Angeles Clippers por una campaña. Aguirre, ya un veterano de 33 años completa la campaña con 10,6 puntos por partido pero los Clippers, equipo maldito durante la década de los 90 queda en los últimos lugares de la competición.
Tras esta temporada con Los Angeles Clippers decide poner fin a su carrera como jugador profesional. 

### Entrenador
Tras retirarse trabajó como asistente de Isiah Thomas en Indiana Pacers una temporada y luego en los Knicks, también como entrenador asistente, durante seis años.

## Estadísticas de su carrera en la NBA
|  | Denota temporadas en las que ganó el Campeonato de la NBA |

### Temporada regular
| Año      | Equipo        | PJ  | PT  | MPP  | %TC  | %3P  | %TL  | RPP | APP | ROB | TPP | PPP  |
| -------- | ------------- | --- | --- | ---- | ---- | ---- | ---- | --- | --- | --- | --- | ---- |
| 1981–82  | Dallas        | 51  | 20  | 28.8 | .465 | .352 | .680 | 4.9 | 3.2 | .7  | .4  | 18.7 |
| 1982–83  | Dallas        | 81  | 75  | 34.4 | .483 | .211 | .728 | 6.3 | 4.1 | 1.0 | .3  | 24.4 |
| 1983–84  | Dallas        | 79  | 79  | 36.7 | .524 | .268 | .749 | 5.9 | 4.5 | 1.0 | .3  | 29.5 |
| 1984–85  | Dallas        | 80  | 79  | 33.7 | .506 | .318 | .759 | 6.0 | 3.1 | .8  | .3  | 25.7 |
| 1985–86  | Dallas        | 74  | 73  | 33.8 | .503 | .286 | .705 | 6.0 | 4.6 | .8  | .2  | 22.6 |
| 1986–87  | Dallas        | 80  | 80  | 33.3 | .495 | .353 | .770 | 5.3 | 3.2 | 1.1 | .4  | 25.7 |
| 1987–88  | Dallas        | 77  | 77  | 33.9 | .475 | .302 | .770 | 5.6 | 3.6 | .9  | .7  | 25.1 |
| 1988–89  | Dallas        | 44  | 44  | 34.8 | .450 | .293 | .730 | 5.3 | 4.3 | .7  | .7  | 21.7 |
| 1988–89  | Detroit       | 36  | 32  | 29.7 | .483 | .293 | .738 | 4.2 | 2.5 | .4  | .4  | 15.5 |
| 1989–90  | Detroit       | 78  | 40  | 25.7 | .488 | .333 | .756 | 3.9 | 1.9 | .4  | .2  | 14.1 |
| 1990–91  | Detroit       | 78  | 13  | 25.7 | .462 | .308 | .757 | 4.8 | 1.8 | .6  | .3  | 14.2 |
| 1991–92  | Detroit       | 75  | 12  | 21.1 | .431 | .211 | .687 | 3.1 | 1.7 | .7  | .1  | 11.3 |
| 1992–93  | Detroit       | 51  | 15  | 20.7 | .443 | .361 | .767 | 3.0 | 2.1 | .3  | .1  | 9.9  |
| 1993–94  | L.A. Clippers | 39  | 0   | 22.0 | .468 | .398 | .694 | 3.0 | 2.7 | .5  | .2  | 10.6 |
| Total    | Total         | 923 | 639 | 30.0 | .484 | .312 | .741 | 5.0 | 3.1 | .7  | .3  | 20.0 |
| All-Star | All-Star      | 3   | 0   | 14.0 | .542 | .400 | .800 | 1.3 | 1.3 | .7  | .3  | 12.0 |

### Playoffs
| Año   | Equipo  | PJ  | PT | MPP  | %TC  | %3P  | %TL  | RPP | APP | ROB | TPP | PPP  |
| ----- | ------- | --- | -- | ---- | ---- | ---- | ---- | --- | --- | --- | --- | ---- |
| 1984  | Dallas  | 10  | 10 | 35.0 | .478 | .000 | .772 | 7.6 | 3.2 | .5  | .5  | 22.0 |
| 1985  | Dallas  | 4   | 4  | 41.0 | .494 | .500 | .844 | 7.5 | 4.0 | .8  | .0  | 29.0 |
| 1986  | Dallas  | 10  | 10 | 34.5 | .491 | .333 | .363 | 7.1 | 5.4 | .9  | .0  | 24.7 |
| 1987  | Dallas  | 4   | 4  | 32.5 | .500 | .000 | .767 | 6.0 | 2.0 | 2.0 | .0  | 21.3 |
| 1988  | Dallas  | 17  | 17 | 21.6 | .500 | .382 | .698 | 5.9 | 3.3 | .8  | .5  | 21.6 |
| 1989  | Detroit | 17  | 17 | 27.2 | .489 | .276 | .737 | 4.4 | 1.6 | .5  | .2  | 12.6 |
| 1990  | Detroit | 20  | 3  | 22.0 | .467 | .333 | .750 | 4.6 | 1.4 | .5  | .2  | 11.0 |
| 1991  | Detroit | 15  | 2  | 26.5 | .506 | .364 | .824 | 4.1 | 1.9 | .8  | .1  | 15.6 |
| 1992  | Detroit | 5   | 0  | 22.6 | .333 | .200 | .750 | 1.8 | 2.4 | .4  | .2  | 9.0  |
| Total | Total   | 102 | 67 | 29.0 | .485 | .317 | .743 | 5.3 | 2.6 | .7  | .2  | 17.1 |

## Logros y reconocimientos
- Máximo anotador en la historia de la Universidad de DePaul.
- Miembro del equipo nacional Olímpico de Estados Unidos en Moscú 1980.
- Jugador del Año Universitario (1981).
- Número 1 del draft de 1981.
- Segundo máximo anotador de la NBA 1984.
- 3 veces All-Star de la NBA (1984, 1987, 1988).
- 2 veces campeón de la NBA (1989, 1990).
- Tercer máximo anotador en la historia de Dallas Mavericks.